# Schiller
Schiller — музыкальный проект немецкого музыканта Кристофера фон Дайлена (нем. Christopher von Deylen).

## О проекте
Проект получил своё название в честь Фридриха Шиллера, немецкого поэта XVIII века, который является кумиром фон Дайлена.
В 2001 году Кристофер фон Дайлен совместно с Петером Хеппнером выпустил сингл Dream of You (Мечта о тебе), получивший множество наград (в том числе и немецкую премию ECHO как лучший танцевальный сингл года) и ставший одной из самых успешных песен коллектива.
Примечательно, что сам фон Дайлен не поёт, вместо этого привлекая певцов и певиц из Германии и за её пределами.
С Кристофером в разное время работали:
- немецкий актёр и музыкант Бен Беккер
- солистка ирландской группы Clannad Мойя Бреннан
- английская певица Сара Брайтман
- немецкий певец Петер Хеппнер (солист синти-поп-группы Wolfsheim)
- немецкий певец Ксавьер Найду
- немецкая певица Майя Сабан
- американская певица Ким Сандерс (бывшая вокалистка популярной группы 90-х Culture Beat)
- немецкая готик-рок группа Unheilig
- испанская певица Ана Торроха (солистка группы Mecano)
- финская певица Тарья Турунен (бывшая вокалистка группы Nightwish)
- греческая певица Деспина Ванди
- Македонский певец Александр Вельянов (солист дарквейв-группы Deine Lakaien)
- немецкий композитор Клаус Шульце
- английский певец Майк Олдфилд
- немецкая певица Isgaard

Одной из последних и успешных совместных работ фон Дайлена было сотрудничество с известным китайским пианистом Lang Lang.
Некоторое время помимо релизов в Европе Schiller также выпускал свои альбомы в США (и даже переводил некоторые песни с немецкого языка на английский), а также издавал эксклюзивные или ранее не издававшиеся материалы. Однако в европейских странах релизы Schiller выходили намного раньше. После релиза в США альбома Life Кристофер заявил, что не желает больше смешивать в своих альбомах англоязычные треки с треками на немецком языке.

## История
Шиллер был основан Кристофером фон Дайленом и Мирко фон Шлифеном в 1998 году, выпустивших релиз своего первого сингла Glockenspiel. Сингл попал в Top 25 немецкого чарта продаж и находился там в течение трех месяцев. Следующий сингл Liebesschmerz попал на 24 позицию в Top. Glockenspiel стала одной из наиболее играемых композиций в клубах 1998 года, а клип стал наиболее популярным клипом на немецком канале Viva. Затем последовал выпуск их первого альбома Zeitgeist (Time Spirit) в 1999 году. Второй студийный альбом коллектива Weltreise (World Trip) был основан на двухмесячном пути Дайлена с его отцом от Лондона до Пекина.
Фон Дайлен и фон Шлифен имели творческие расхождения, и после этого фон Шлифен покинул группу. Кристофер фон Дайлен продолжает своё творчество в Schiller один. В 2005 году выходит его альбом Tag und Nacht, который он создавал уже без участия фон Шлифена. Он оказывается даже более разнообразным, чувствуется в музыке, что Кристофер повзрослел творчески. Альбом Tag und Nacht получает несколько наград.

## Дискография
Первоначально немецкие релизы выпускались различными филиалами Universal Music Group, такими, как Polydor Records Germany. Американские релизы с переведенными названиями и названиями песен выпускались под Radikal Records до тех пор, пока не вышел альбом Day and Night, который был выпущен на 4 West Records.

### Альбомы

#### Немецкие релизы
В скобках русский перевод.
- 1999 Zeitgeist (Дух времени)
- 2001 Weltreise (Кругосветное путешествие)
- 2003 Leben (Жизнь)
- 2005 Tag Und Nacht (День и Ночь)
- 2008 Sehnsucht (Тоска)
- 2010 Atemlos (Бездыханный)
- 2010 Lichtblick (Луч надежды)
- 2012 Sonne (Солнце)
- 2013 Opus (Опус)
- 2016 Future (Будущее)
- 2016 Zeitreise (Путешествие во времени)
- 2019 Morgenstund (Утренняя пора)
- 2020 Colors (Цвета) (под именем Christopher von Deylen)
- 2021 Summer in Berlin (Лето в Берлине)
- 2021 Berlin Moskau: The Ultimate Experience (Берлин Москва: Незабываемые ощущения)
- 2021 Epic (Эпический)
- 2023 Illuminate (Освещать)

Помимо стандартного релиза все альбомы имеют и специальные релизы.

#### Американские релизы
- 2001 Zeitgeist (Spirit of the Time)
- 2002 Voyage& DVD
- 2004 Life* (Collectors edition includes amended, translated version of «Leben» DVD)
- 2007 Day and Night
- 2008 Desire 2.0
- 2011 Breathless
- 2013 Sun

### Синглы

#### Немецкие релизы
- 1998 — Das Glockenspiel (Перезвон)
- 1999 — Liebesschmerz (Муки любви)
- 1999 — Ruhe (Тишина)
- 2000 — Ein schöner Tag (Прекрасный день) (with Isgaard)
- 2001 — Dream of You (Мечта о тебе) (совместно с Петером Хеппнером)
- 2001 — Dancing With Loneliness (Танцуя с одиночеством) (with Kim Sanders)
- 2003 — Liebe (Любовь) (with Mila Mar)
- 2004 — Leben…  (Жить…) (with Peter Heppner)
- 2005 — Die Nacht… Du bist nicht allein (Ночь… Ты не один) (with Thomas D.)
- 2006 — Der Tag… Du bist erwacht (День… Tы проснулся) (with Jette von Roth)
- 2008 — Sehnsucht (Тоска) (with Xavier Naidoo)
- 2008 — Let Me Love You (Позволь мне любить тебя) (with Kim Sanders)
- 2008 — Time For Dreams (Время мечтаний) (with Lang Lang)
- 2008 — You (Ты) (with Colbie Caillat)
- 2013 — Sleepless
- 2016 — Not In Love
- 2016 — Schwerelos
- 2019 — Universe
- 2019 — In Between
- 2019 — Avalanche
- 2019 — Das Goldene Tor
- 2019 — Morgenstund
- 2020 — Avalanche 2020
- 2020 — Infinity (под именем Christopher von Deylen)
- 2020 — Arco Iris (под именем Christopher von Deylen)
- 2020 — Heaven Can Wait (под именем Christopher von Deylen)
- 2020 — Der Goldene Engel
- 2021 — Metropolis
- 2021 — Miracle
- 2021 — Summer In Berlin
- 2021 — Beyond The Horizon
- 2021 — Free The Dragon
- 2021 — White Nights (Don’t Let Me Go)
- 2021 — Midnight in Shiraz

#### Американские релизы
- 2000 Das Glockenspiel/ The Bell
- 2002 Dream of You
- 2005 I Feel You
- 2010 Innocent Lies
- 2010 Always You
- 2010 Try (Mit Nadia Ali)
- 2010 I Will Follow You (Mit Hen Ree)
- 2012 Sonne (Mit Unheilig)

### Видео

#### Немецкие релизы
- 2001 Weltreise — Die DVD
- 2004 Leben — Die DVD
- 2004 Live ErLeben (live DVD)
- 2006 Tagtraum (double DVD + audio CD)
- 2008 Sehnsucht Live (double DVD)
- 2010 Atemlos + Limited Ultra Deluxe Edition (Die DVD + Blu-Ray)
- 2013 SONNE LIVE (Blu-Ray)
- 2014 Symphonia LIVE (Blu-Ray)
- 2016 Future Live (DVD)
- 2016 Zeitreise LIVE (Blu-Ray)
- 2019 LIVE in Tehran (Blue-Ray)
- 2019 Voyage: Panta Rhei (Blue Ray)
- 2020 Colors Live (Blue-Ray)
- 2021 Summer In Berlin LIVE (Blue-Ray)
- 2021 Berlin Moskau: The Ultimate Experience LIVE (Blue-Ray)
- 2021 Epic: Live in Vienna (Blue-Ray)
- 2023 Live in Leipzing (Blue-Ray)

#### Американские релизы
- 2002 Voyage — The DVD
- 2004 Life Special editions of the album contained an amended, translated version of the DVD «Leben».
- 2007 Day and Night Live

### Благотворительные релизы
- 2005 A Future for the Michel — Moya Brennan & Schiller, Deutsche Stiftung Denkmalschutz